# Olympische Sommerspiele 1900/Teilnehmer (Peru)
| Gelbes Symbol für Goldmedaillen mit stilisierten Olympischen Ringen | Graues Symbol für Silbermedaillen mit stilisierten Olympischen Ringen | Braundes Symbol für Bronzemedaillen mit stilisierten Olympischen Ringen |
| ------------------------------------------------------------------- | --------------------------------------------------------------------- | ----------------------------------------------------------------------- |
| —                                                                   | —                                                                     | —                                                                       |

Peru nahm an den Olympischen Sommerspielen 1900 in Paris, Frankreich, mit dem Sportler Carlos de Candamo teil.

## Teilnehmer nach Sportarten

### Fechten
- Carlos de Candamo
Florett für Amateure: 3. Runde
Degen für Amateure: 1. Runde